# Communauté de communes du Pays de Loiron
Die Communauté de communes du Pays de Loiron ist ein ehemaliger französischer Gemeindeverband mit der Rechtsform einer Communauté de communes im Département Mayenne in der Region Pays de la Loire. Sie wurde am 26. Dezember 2000 gegründet und umfasste 14 Gemeinden. Der Verwaltungssitz befand sich in der Gemeinde Loiron-Ruillé.

## Historische Entwicklung
Der Gemeindeverband fusionierte am 1. Januar 2019 mit der Communauté d’agglomération de Laval, um einen neuen Gemeindeverband gleichen Namens zu bilden.

## Ehemalige Mitgliedsgemeinden
1. Beaulieu-sur-Oudon
2. Bourgon
3. La Brûlatte
4. La Gravelle
5. Launay-Villiers
6. Le Bourgneuf-la-Forêt
7. Le Genest-Saint-Isle
8. Loiron-Ruillé
9. Montjean
10. Olivet
11. Port-Brillet
12. Saint-Cyr-le-Gravelais
13. Saint-Ouën-des-Toits
14. Saint-Pierre-la-Cour

## Partnergemeinden
Es besteht eine Partnerschaft zu der Samtgemeinde Papenteich in Niedersachsen.